# Euselenca
Genre
Euselenca est un genre d'opilions laniatores de la famille des Assamiidae.

## Distribution
Les espèces de ce genre se rencontrent au Gabon et au Cameroun.

## Liste des espèces
Selon World Catalogue of Opiliones (21/06/2021) :
- Euselenca feae Roewer, 1927
- Euselenca gracilis (Sørensen, 1896)

## Publication originale
- Roewer, 1923 : Die Weberknechte der Erde. Systematische Bearbeitung der bisher bekannten Opiliones. Gustav Fischer, Jena, p. 1-1116 (texte intégral).